# AQUOS ケータイ2
AQUOS ケータイ2（アクオス ケータイ2）は、シャープによって開発された、SoftBankの第3.9世代移動通信システム、SoftBank 4G LTE端末である。モデル番号は601SH。別の端末と接続した際などにはNP601SHと表示される。

## 概要
AQUOS ケータイに続くAndroidベースのOSを搭載したAQUOS ケータイ。
先代機種にあたるAQUOS ケータイや同時期に発売されたDIGNO ケータイとは異なり、Wi-Fiやテザリングに対応していることが特徴である。
先代機種では対応していなかったLTEやVoLTEに対応した。
その他にもワンプッシュオープンボタンやクイック起動キーの搭載、バッテリー容量の拡大などによって利便性の向上が図られている。
引き続きGoogle Playは利用できない。LINEアプリは標準搭載されている。

## その他機能
| 主な対応サービス       | 主な対応サービス   | 主な対応サービス                       | 主な対応サービス                      |
| ---------------------- | ------------------ | -------------------------------------- | ------------------------------------- |
| タッチクルーザーEX     | qHD液晶 3.4インチ  | フルブラウザ                           | SoftBank 4G LTE (FDD-LTE)             |
| バッテリー容量 1800mAh | LINE               | Wi-Fi                                  | GPS                                   |
| 800万画素カメラ        | ワンセグ(視聴のみ) | デジタルオーディオプレーヤー(AAC)(WMA) | テザリングサービス                    |
| Bluetooth              | 赤外線通信         | 緊急速報メール                         | 防水(IPX5/8)／防塵(IP5X)／耐衝撃(MIL) |
| VoLTE/HDVoice通話      | エモパー           |                                        |                                       |

## 歴史
- 2016年
  - 10月12日 - ソフトバンクより公式発表[5]。
  - 10月24日 - SoftBankより発売日を発表[6]。
  - 10月28日 - 発売開始[6]。

## アップデート
- 2017年
  - 4月17日 - ソフトウェア更新実施(ビルド番号 S0004) [7]
  - 8月9日 - ソフトウェア更新実施(ビルド番号 S0008) [8]
  - 10月30日 - ソフトウェア更新実施(ビルド番号 S0010) [9]